# Balkánský sýr
Balkánský sýr (en español: Queso de los Balcanes) es un tipo de queso en salmuera blanco producido con leche de vaca en la República Checa y Eslovaquia. Es un queso salado blanco semi duro, análogo al sirene búlgaro y al feta griego. Por lo general no se madura. Suele servirse en tablas de quesos acompañando aperitivos o cerveza, ensaladas o fundido al horno.
La biodiversidad de los microorganismos autóctonos que causan la fermentación le dan a este queso un sabor especial e inconfundible. Siendo una alternativa a los quesos de producción industrial. El contenido de grasa que ronda los 40-45 %. Se produce en bloques y posee una textura muy granulosa.
Cada 100 gr posee 187 calorías, 6% de carbohidratos, 68% de grasas, y 26% de proteínas. Se recomienda almacenarlo a una temperatura de entre 2 °C y 8 °C. Es adecuado para una dieta sin gluten.
Es muy utilizado como substituto del sirene en la ensalada Shopska búlgara o en reemplazo del feta en la ensalada griega.